# Pfarrkirche Neustadtl an der Donau

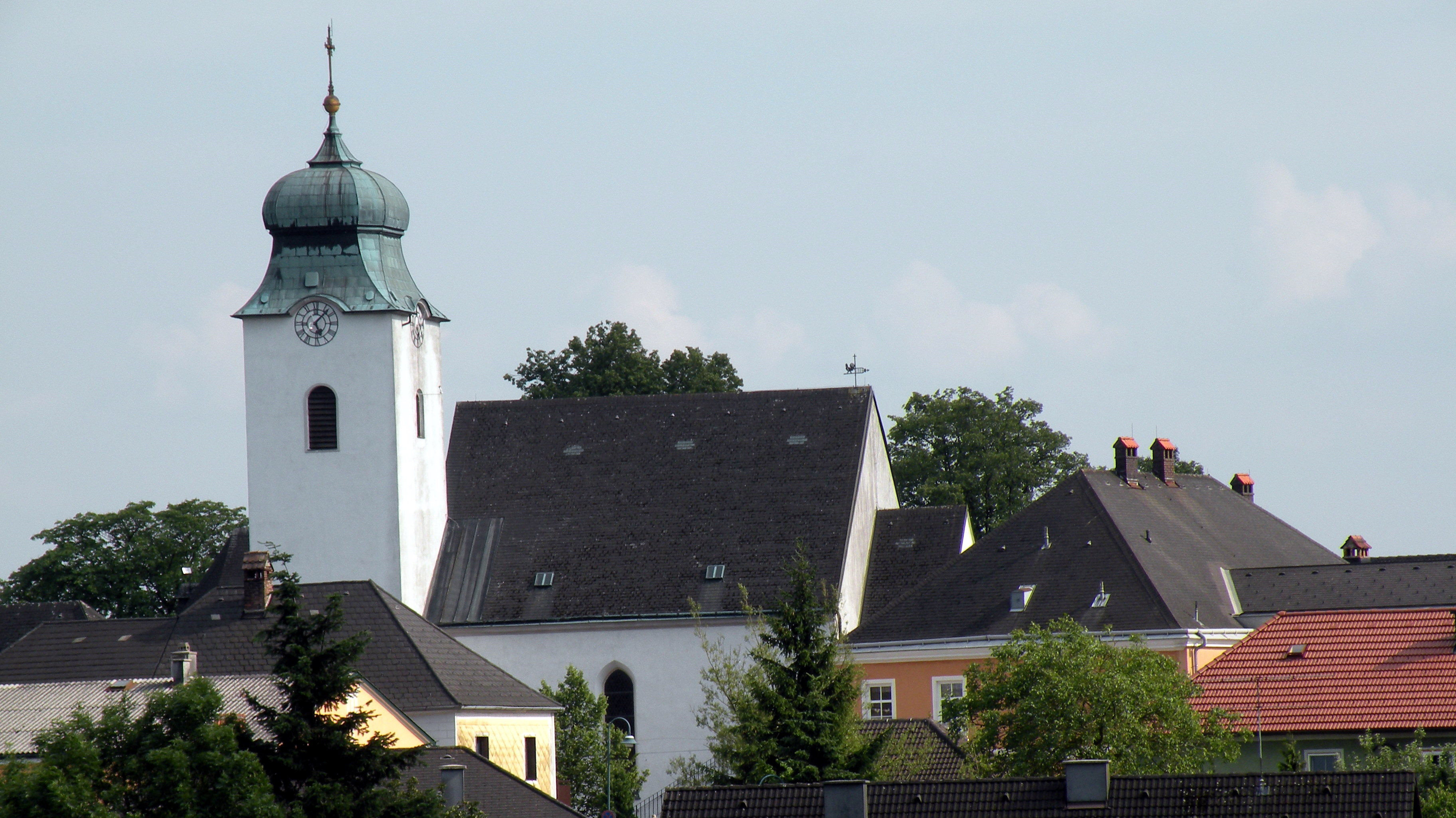
Katholische Pfarrkirche hl. Jakobus der Ältere in Neustadtl

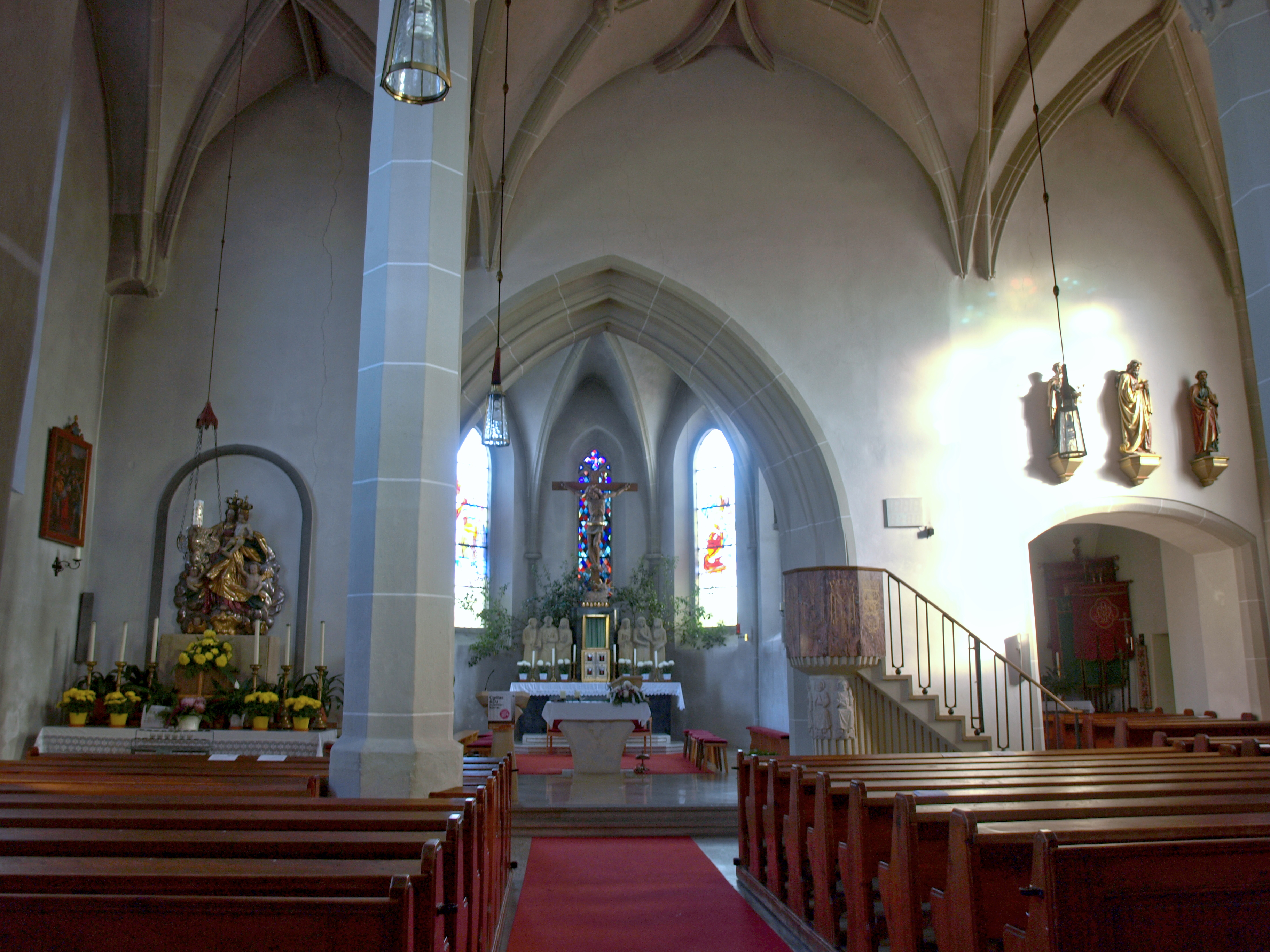
Langhaus, zum Chor

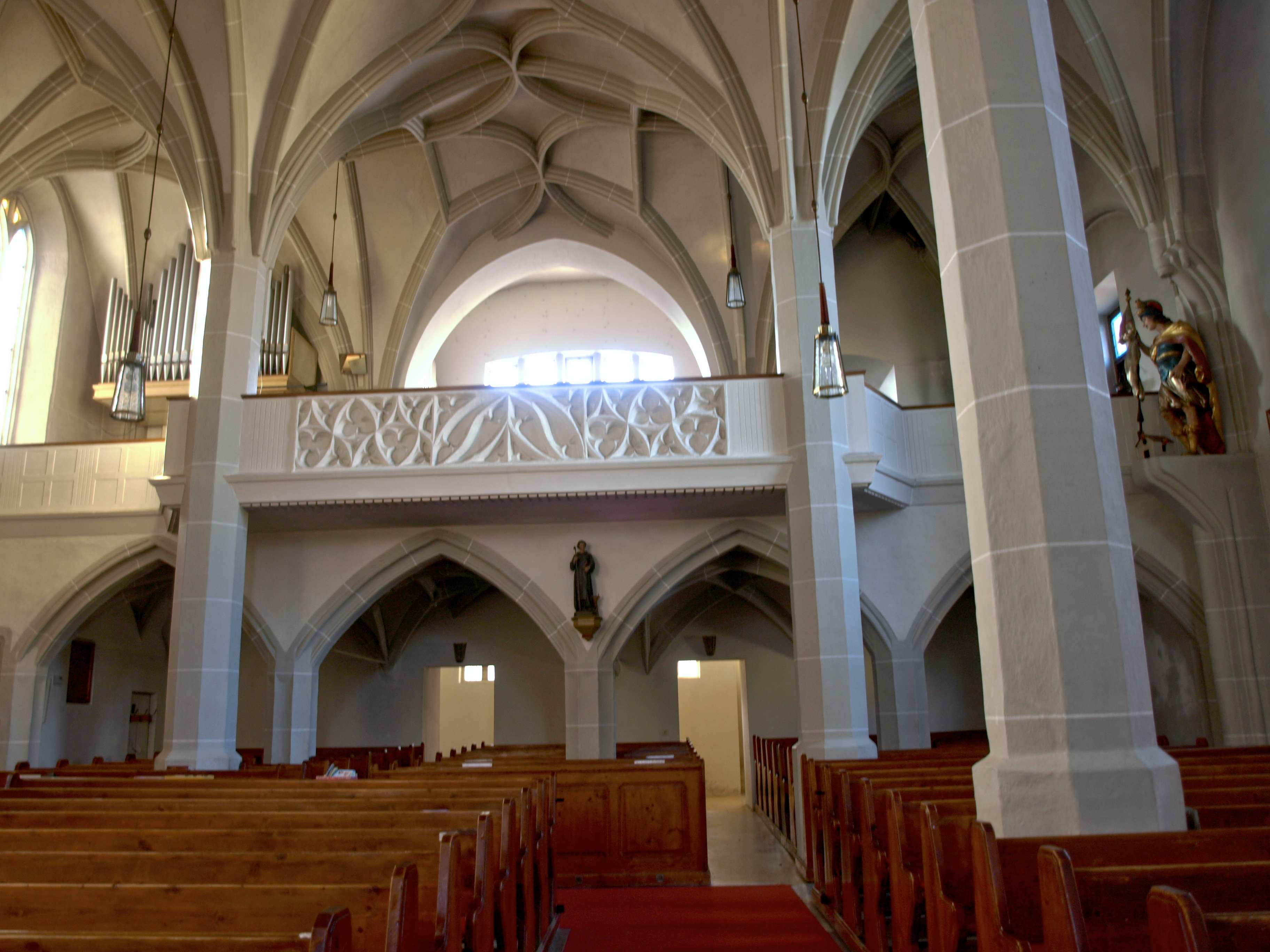
Langhaus, zur Orgelempore

Die Pfarrkirche Neustadtl an der Donau steht im Zentrum von Neustadtl-Markt in der Marktgemeinde Neustadtl an der Donau im Bezirk Amstetten in Niederösterreich. Die auf den heiligen Jakobus den Älteren geweihte römisch-katholische Pfarrkirche gehört zum Dekanat Amstetten der Diözese St. Pölten. Die Kirche steht unter Denkmalschutz (Listeneintrag).

## Geschichte
Urkundlich wurde 1147/1461 eine Rodungspfarre im Pfarrsprengel des Klosters Sabenik (Kloster Waldhausen) genannt. Urkundlich wurde 1215 ein Pfarrer genannt. Mit 1792 eigenständige Pfarre.

## Architektur
Die breit gelagerte spätgotische Hallenkirche unter einem Satteldach hat einen eingezogenen Chor und einen Nordturm sowie diverse Anbauten.
Das Kirchenäußere mit einem schlichten Langhaus hat im Süden zwei- bis dreibahnige Kielbogenmaßwerkfenster aus dem Anfang des 16. Jahrhunderts mit breitem Gewände mit verschneidenden Rundstäben mit einer barocken Vorhalle für ein spätgotisches schulterbogiges Südportal in einer Rechteckrahmung, im Norden des Langhauses ist eine Stiege zur Empore angebaut, vor der Westfront wurde 1955 eine übergiebelte Vorhalle mit einem fünfteiligen Schlitzfenster vorgebaut. Der Chor schließt mit einem Polygon mit Strebepfeilern und zweibahnigen Maßwerkfenstern um 1400. Im nördlichen Chorwinkel steht der gedrungene mittelalterliche Turm mit barocken Uhrengiebeln und einer neobarocken Haube aus 1903. Im südlichen Chorwinkel steht eine spätgotische Sakristei mit einem vorgestellten Anbau aus 1955.
Das Kircheninnere zeigt eine aus der Chorachse gerückte dreischiffige dreijochige fast quadratische Vierstützenhalle aus dem Anfang des 16. Jahrhunderts unter einem raumvereinheitlichenden Schlingrippengewölbe auf schlanken Oktogonalpfeilern bzw. Wandvorlagen mit Diensten. Die Langhausnordwand zeigt Trägerkonsolen der ehemaligen gotischen Seitenwandempore. Die vierachsige spätgotische Westempore ist mit Netzrippen und verstäbten Schlingrippen unterwölbt, die Emporenbrüstung mit einem vorgezogenen Mittelteil zeigt spätgotisches Blendmaßwerk welches 1956 erneuert wurde. Der spitzbogige Triumphbogen ist tief gekehlt. Der einjochige Chor schließt mit einem Fünfachtelschluss um 1400, er hat Kreuzrippengewölbe mit Scheibenschlusssteinen auf Diensten und Kämpferkapitellen. Die südlich des Chores angebaute ehemalige spätgotische Sakristei wurde 1956 mit Durchbrüchen zum Chor als Seitenchor adaptiert und zum rechten Seitenschiff geöffnet. Die neue Sakristei wurde ebendort vorgestellt.
Die Glasmalereien sind Ornamentscheiben aus dem Ende des 19. Jahrhunderts, zwei Polygonalwandfenster des Chores zeigen figurale Darstellungen aus 1959.

## Ausstattung
Der Hochaltar umfasst ein Skulpturengruppe aus Sandstein von Josef Ortner 1956 und einen Holzkruzifix von Klothilde Rauch. Die Seitenaltäre tragen links eine reliefhafte barocke Schnitzgruppe Maria mit Kind in einer Wolkenglorie aus der Mitte des 18. Jahrhunderts und rechts die neugotische Statue Herz Jesu aus der ehemaligen Gesamtausstattung von 1901/1902. Die Kanzel schuf Josef Kröll 1956.
Im Langhaus gibt es die Statuen Florian und Leopold aus der ersten Hälfte des 18. Jahrhunderts, Christus an der Geißelsäule aus der Mitte des 18. Jahrhunderts, und fünf neugotische Konsolstatuen. 
Die anonyme spätbarocke Orgel wurde mehrmals umgebaut. Eine Glocke nennt Hans Meixner 1580.